# Susanne Börnike
Susanne Börnike, née le 13 août 1968 à Brandebourg-sur-la-Havel, est une nageuse est-allemande. 

## Palmarès

### Championnats d'Europe
- Championnats d'Europe 1985 à Sofia
  -  Médaille de bronze du 200 mètres quatre nages
- Championnats d'Europe 1989 à Bonn
  -  Médaille d'or du 100 mètres brasse
  -  Médaille d'or du 200 mètres brasse
  -  Médaille d'or du 4 × 100 mètres quatre nages